# Церква Різдва Пресвятої Богородиці (Камінь-Каширський)
Церква Різдва Пресвятої Богородиці — древня діюча дерев'яна церква XVIII століття, розташована на вулиці Волі у місті Камінь — Каширський Волинської області.

## Історія

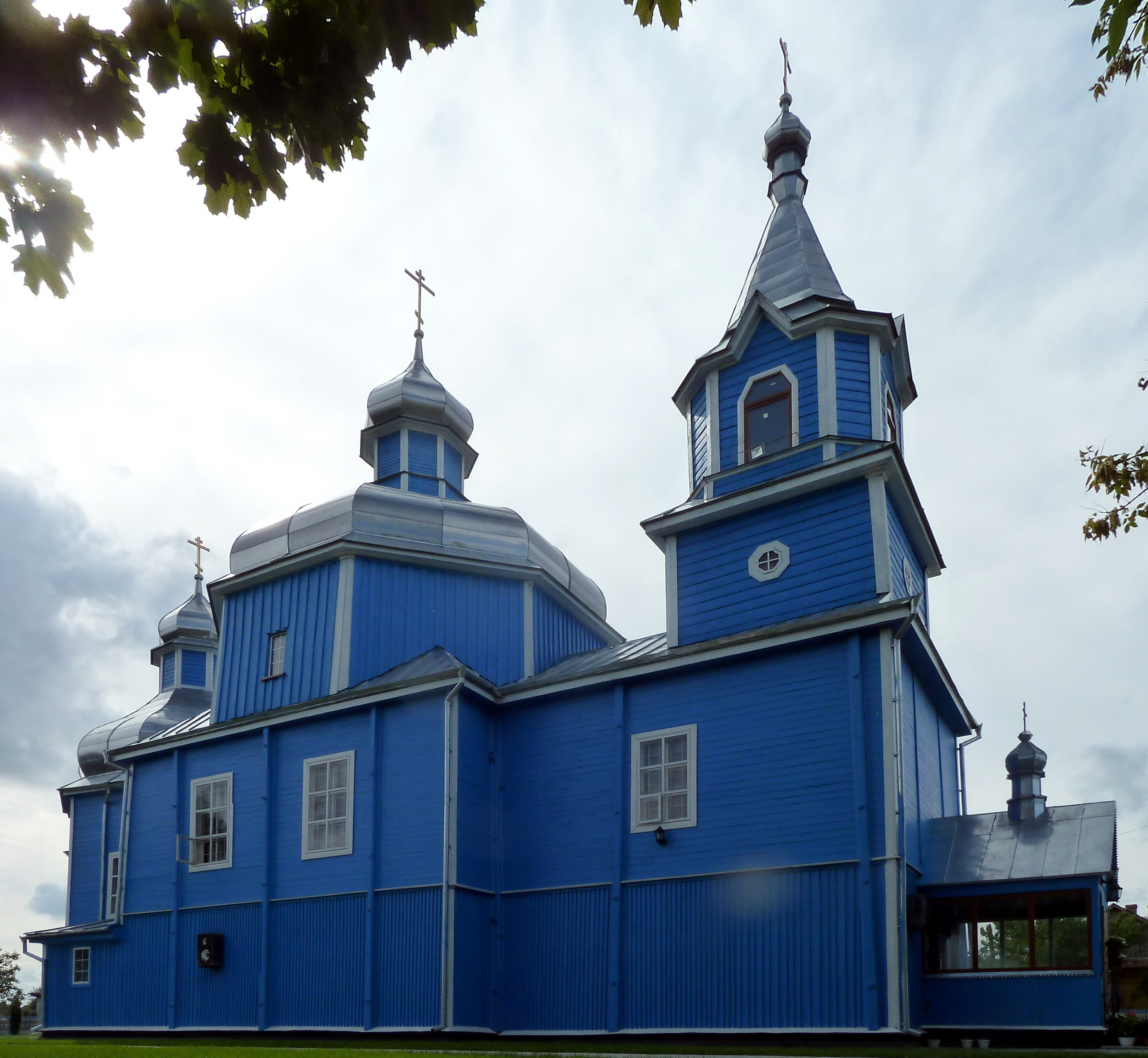
Церква Різдва Пресвятої Богородиці

Церква збудована у 1723 році на кошти графа Івана Йосиповича Красицького. Була збудована з дерева, на кам'яному фундаменті.
До 1880 р. мала три поверхи, але в 1880 р. за кошти парафіян, замість одного поверху була надбудована дзвіниця.
До 1839 року парафія була в унії. За свідченням професора Теодоровича, 1835 року церкву відвідав борець за возз'єднаня уніатів із православ'ям архієпископ Йосиф Семашко.
У 1926 р. священиком Різдво-Богородичної церкви був о. Микола Гуранович, на початку 1928 р. — Є. Коваль, у 1932 р. — Трохим Соловей. Священики передавали своїм парафіянам для читання газету «Слово» і журнал «Воскресное чтение».
В радянський період церква постійно діюча. В цей час до церкви перенесено частину церковного вистрою з Іллінської церкви, яка була зачинена.
У 1957 р. завдяки старанням настоятеля о. Миколи Роздяловського, старости Мефодія Мельника і парафіян вдалося відремонтувати покрівлю храму, провести ремонтні роботи і таким чином уникнути небезпеки закриття церкви. В акті про технічний стан споруди від 21.06.1965 р. вже зазначено, що «храм повністю придатний для подальшого користування»
На початку 60-х рр. ХХ ст. у церкві побував український мистецтвознавець та архітектор Григорій Логвин. Він був вражений монументальністю і архітектурними формами храму: «Цей невеликий храм завдяки надзвичайно лаконічним і крупним формам бань, з барочними покрівлями і широкими підбанниками великих маківок, виглядає досить монументальним».

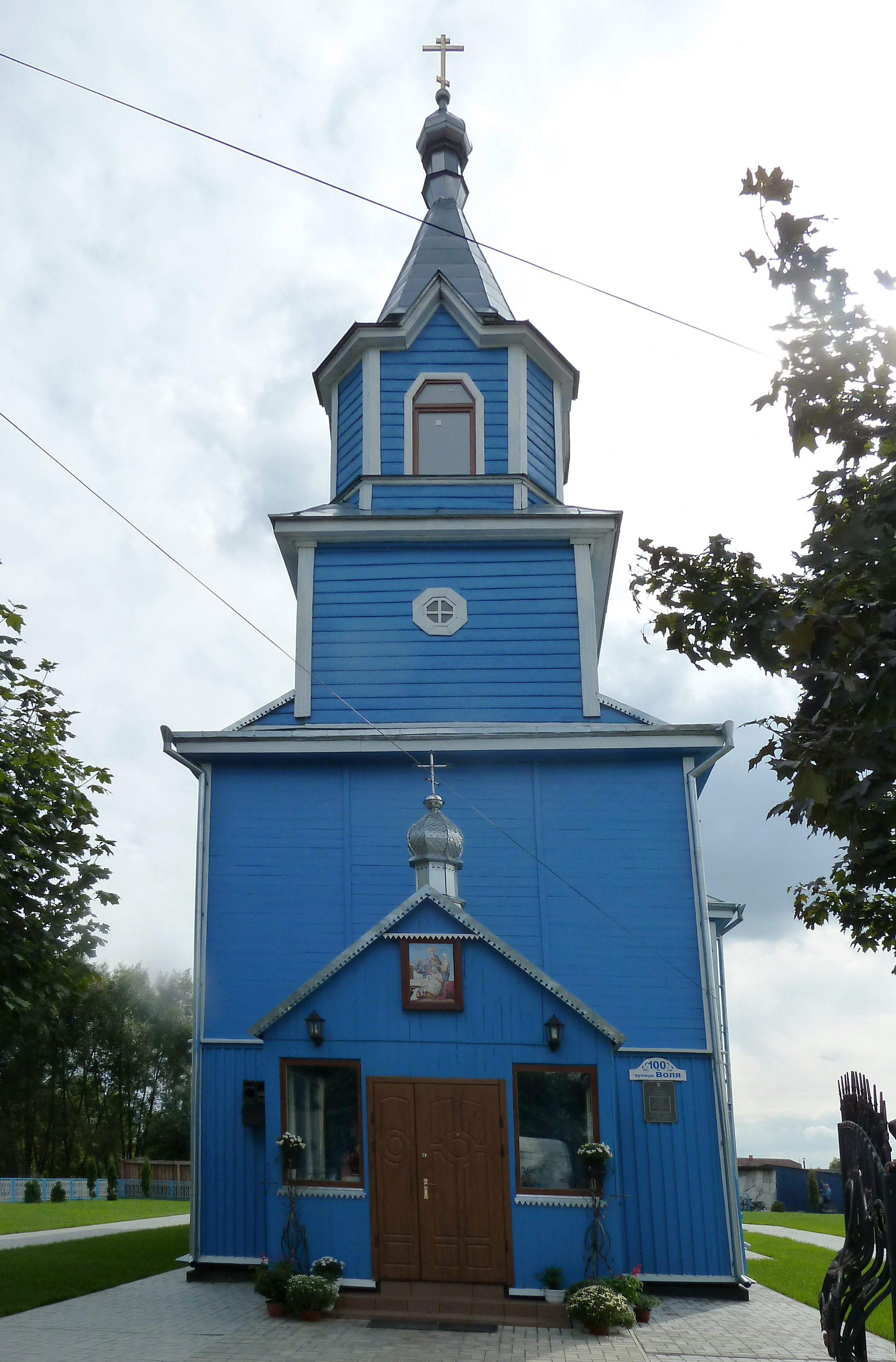
Церква Різдва Пресвятої Богородиці

З 1965 по 1990 роки настоятелем храму був протоієрей Феодосій Кристецький, який народився на Рівненщині, закінчив Ленінградську духовну семінарію і до приїзду в Камінь служив на парафіях у Берестечку. Згодом о. Феодосій став благочинним Камінь-Каширського й Любешівського районів.
З 2006 року розпочали відновлювальні роботи в церкві: змінені верхи і зовнішнє покриття стін, зробили нові розписи в інтер'єрі, встановили бічні нові вівтарі.

## Пам'ятка культури

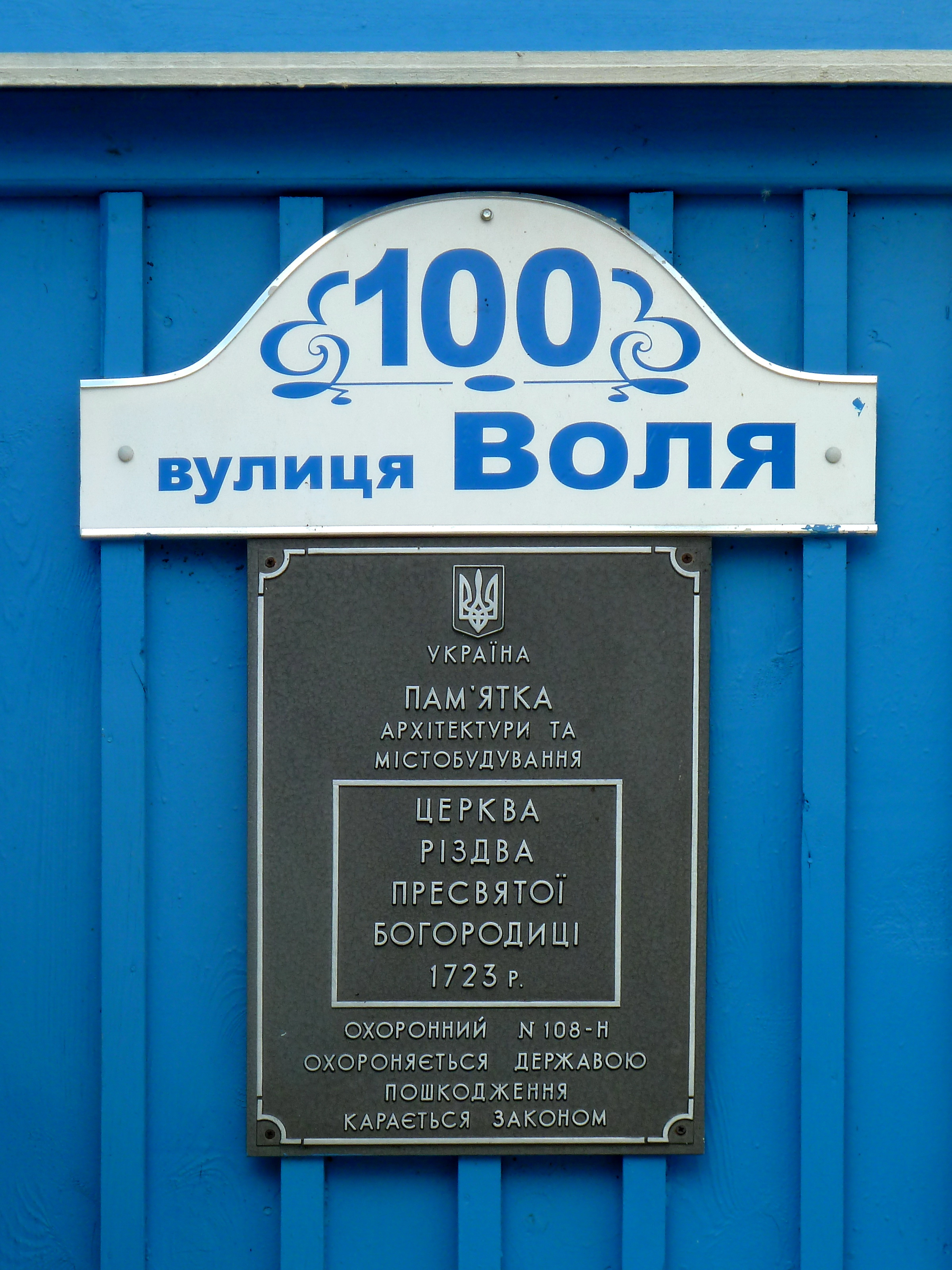
Пам'ять архітектури

Церква належить до пам'яток архітектури та містобудування N 108 — Н і обороняється законом.
Належить до пам'яток з часів Української радянської соціалістичної республіки (Постанова Ради Міністрів УРСР від 24.08.63 № 970).

## Особливості будови
Церква має форму видовженого хреста, 5 дзвонів без написів і вівтар, церква орієнтована до південь. Іконостас триярусний — оновлений в 1876 році.